# Gare de Testelt
La gare de Testelt (en néerlandais : station Testelt) est une gare ferroviaire belge de la ligne 35, de Louvain à Hasselt, située à Testelt, section de la ville de Montaigu-Zichem, dans la province du Brabant flamand en Région flamande.
Elle est mise en service en 1865 par le Grand Central Belge. C'est un arrêt sans personnel de la Société nationale des chemins de fer belges (SNCB) desservi par des trains InterCity (IC), Omnibus (L) et d’Heure de pointe (P).

## Situation ferroviaire
Établie à 15 mètres d'altitude, la gare de Testelt est située au point kilométrique (PK) 28,651 de la ligne 35, de Louvain à Hasselt, entre les gares de Langdorp et de Zichem.

## Histoire
La « station de Testelt » est mis en service le 1er février 1865 par le Grand Central Belge, lorsqu'il ouvre à l'exploitation la section d'Aarschot à Diest. 
En 1901, les Chemins de fer de l’État belge auraient décidé de remplacer le bâtiment de la gare par un nouveau. Cette reconstruction annoncé n'aura finalement pas lieu. Le bâtiment de la gare est agrandi de la même façon qu'à Zelem (où les travaux ont eu lieu en 1903).
En 1982, un nouveau bâtiment voyageurs est mis en service.

## Service des voyageurs

### Accueil
Halte SNCB, c'est un point d'arrêt non géré (PANG) à accès libre. L'achat des titres de transport s'effectue par un automate de vente.
Un souterrain permet la traversée des voies et le passage d'un quai à l'autre.

### Desserte
Testelt est desservie par des trains InterCity, Omnibus (L) et d’Heure de pointe (P) de la SNCB qui effectuent des missions sur la ligne 35 (Louvain - Hasselt).
En semaine, il existe toutes les heures un train L de Louvain à Hasselt. Cette desserte est renforcée le matin par trois trains P Hasselt - Louvain et l'après-midi par trois trains P Louvain - Hasselt.
Les week-ends et jours fériés, la gare est desservie toutes les heures par des trains IC reliant Anvers-Central à Hasselt.

### Intermodalité
Un parc pour les vélos et un parking pour les véhicules y sont aménagés.

## Comptage voyageurs
Ce graphique et tableau montre le nombre de voyageurs embarquant en moyenne durant la semaine, le samedi et le dimanche.
| Nombre de passagers qui embarquent à la gare de Testelt | Nombre de passagers qui embarquent à la gare de Testelt | Nombre de passagers qui embarquent à la gare de Testelt | Nombre de passagers qui embarquent à la gare de Testelt |
|                                                         | Semaine                                                 | Samedi                                                  | Dimanche                                                |
| ------------------------------------------------------- | ------------------------------------------------------- | ------------------------------------------------------- | ------------------------------------------------------- |
| 1977                                                    | 505                                                     | 46                                                      | 27                                                      |
| 1978                                                    | 542                                                     | 39                                                      | 29                                                      |
| 1979                                                    | 427                                                     | 47                                                      | 29                                                      |
| 1980                                                    | 425                                                     | 70                                                      | 33                                                      |
| 1981                                                    | 383                                                     | 51                                                      | 19                                                      |
| 1982                                                    | 414                                                     | 66                                                      | 43                                                      |
| 1983                                                    | 397                                                     | 53                                                      | 56                                                      |
| 1984                                                    | 349                                                     | 37                                                      | 31                                                      |
| 1985                                                    | 402                                                     | 50                                                      | 33                                                      |
| 1986                                                    | 281                                                     | 37                                                      | 37                                                      |
| 1987                                                    | 368                                                     | 43                                                      | 42                                                      |
| 1988                                                    | 396                                                     | 37                                                      | 38                                                      |
| 1989                                                    | 316                                                     | 69                                                      | 49                                                      |
| 1990                                                    | 302                                                     | 41                                                      | 50                                                      |
| 1991                                                    | 389                                                     | 58                                                      | 45                                                      |
| 1992                                                    | 347                                                     | 61                                                      | 55                                                      |
| 1993                                                    | 356                                                     | 57                                                      | 45                                                      |
| 1994                                                    | 364                                                     | 37                                                      | 24                                                      |
| 1995                                                    | 376                                                     | 30                                                      | 48                                                      |
| 1996                                                    | 382                                                     | 54                                                      | -                                                       |
| 1997                                                    | 429                                                     | 48                                                      | -                                                       |
| 1998                                                    | 405                                                     | 30                                                      | 52                                                      |
| 1999                                                    | 326                                                     | 28                                                      | 38                                                      |
| 2000                                                    | 315                                                     | 30                                                      | 37                                                      |
| 2001                                                    | 310                                                     | 20                                                      | 30                                                      |
| 2002                                                    | 282                                                     | 37                                                      | 41                                                      |
| 2003                                                    | 248                                                     | 28                                                      | 36                                                      |
| 2004                                                    | 253                                                     | 38                                                      | 57                                                      |
| 2005                                                    | 279                                                     | 34                                                      | 32                                                      |
| 2006                                                    | 343                                                     | 40                                                      | 48                                                      |
| 2007                                                    | 325                                                     | 46                                                      | 34                                                      |
| 2008                                                    | -                                                       | -                                                       | -                                                       |
| 2009                                                    | 334                                                     | 50                                                      | 54                                                      |
| 2010                                                    | -                                                       | -                                                       | -                                                       |
| 2011                                                    | -                                                       | -                                                       | -                                                       |
| 2012                                                    | 339                                                     | 51                                                      | 77                                                      |
| 2013                                                    | 339                                                     | 48                                                      | 46                                                      |
| 2014                                                    | 342                                                     | 34                                                      | 69                                                      |
| 2015                                                    | 285                                                     | 35                                                      | 106                                                     |
| 2016                                                    | 307                                                     | 44                                                      | 58                                                      |
| 2017                                                    | 324                                                     | 44                                                      | 84                                                      |
| 2018                                                    | 310                                                     | 55                                                      | 93                                                      |
| 2019                                                    | 335                                                     | 72                                                      | 98                                                      |
| 2020                                                    | 174                                                     | 87                                                      | 60                                                      |
| 2021                                                    | -                                                       | -                                                       | -                                                       |
| 2022                                                    | 336                                                     | 102                                                     | 114                                                     |
| 2023                                                    | 234                                                     | 73                                                      | 67                                                      |
| 2024                                                    | 249                                                     | 143                                                     | 95                                                      |